# Colette Moeglin
Colette Moeglin (1953) é uma matemática francesa, que trabalha na área das formas automórficas.
Foi palestrante convidada do Congresso Internacional de Matemáticos em Quioto (1990).

## Publicações selecionadas
Mœglin, Colette; Vignéras, Marie-France; Waldspurger, Jean-Loup (1987). «Correspondances de Howe sur un corps p-adique». Springer-Verlag, Berlin. Lecture Notes in Mathematics (em francês). 1291. ISBN 3-540-18699-9. MR 1041060
Moeglin, C.; Waldspurger, Jean-Loup (1989). «Le spectre résiduel de GL(n)» (PDF). Ann. Sci. École Norm. Sup. 22: 605–674. MR 1026752
Mœglin, Colette (1991). «Sur les formes automorphes de carré intégrable». Proceedings of the International Congress of Mathematicians, Vol. I, II (Kyoto, 1990) (em francês). [S.l.]: Math. Soc. Japan, Tokyo. pp. 815–819. MR 1159268
Mœglin, Colette; Waldspurger, Jean-Loup (1994). Décomposition spectrale et séries d’Eisenstein. Une paraphrase de l’Écriture. Col: Progress in Mathematics (em francês). 113. [S.l.]: Birkhäuser Verlag, Basel. ISBN 3-7643-2938-6. MR 1261867
Moeglin, Colette (2014). «Le spectre discret des groupes classiques (d'après J. Arthur)». Séminaire Bourbaki, volume 2012/2013, exposés 1059-1073. Col: Astérisque (em francês). 361. [S.l.: s.n.] MR 3289287